# Futbol a Malawi
El futbol és l'esport més popular a Malawi. És dirigit per la Football Association of Malawi.

## Competicions

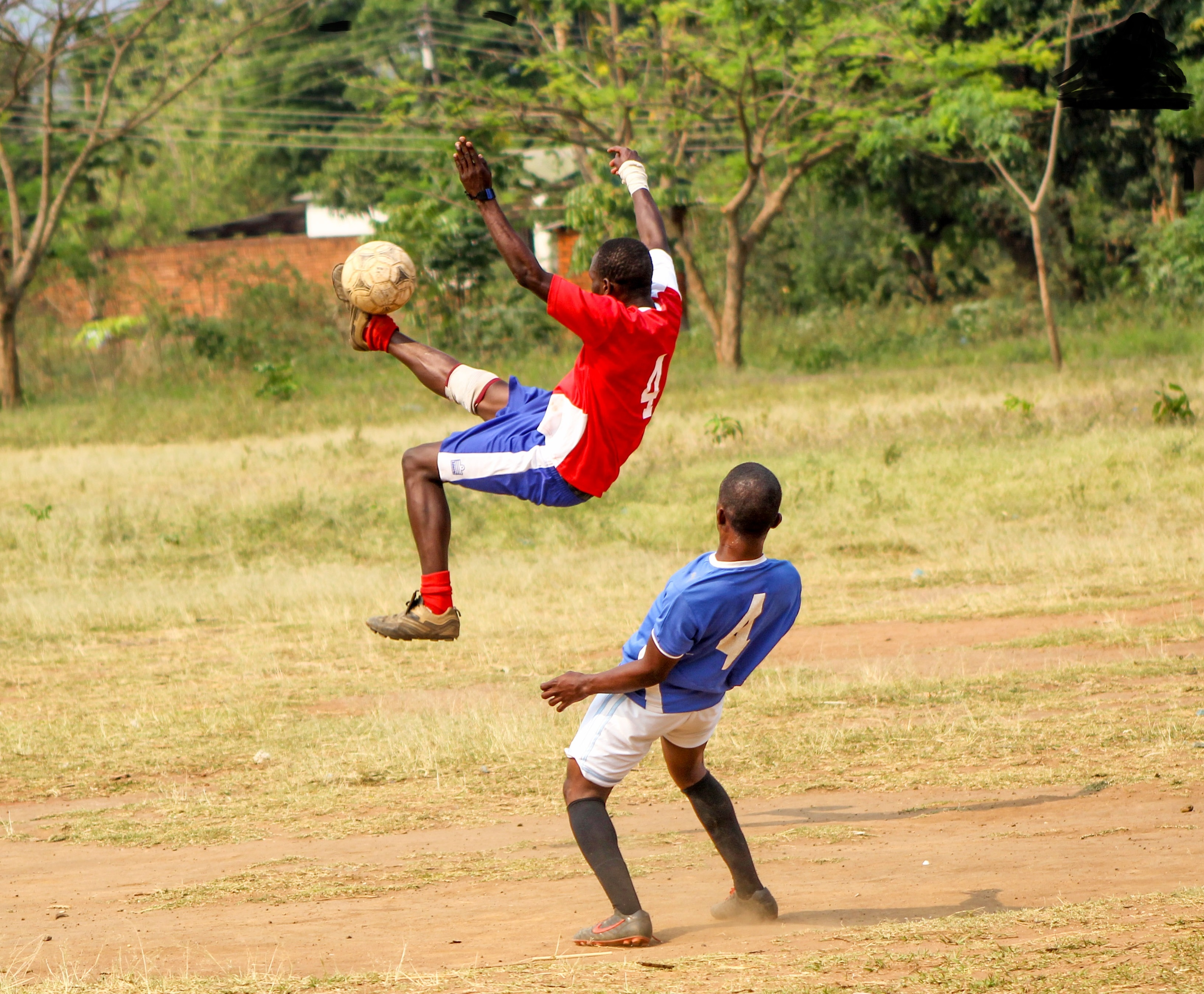
Futbol al carrer.

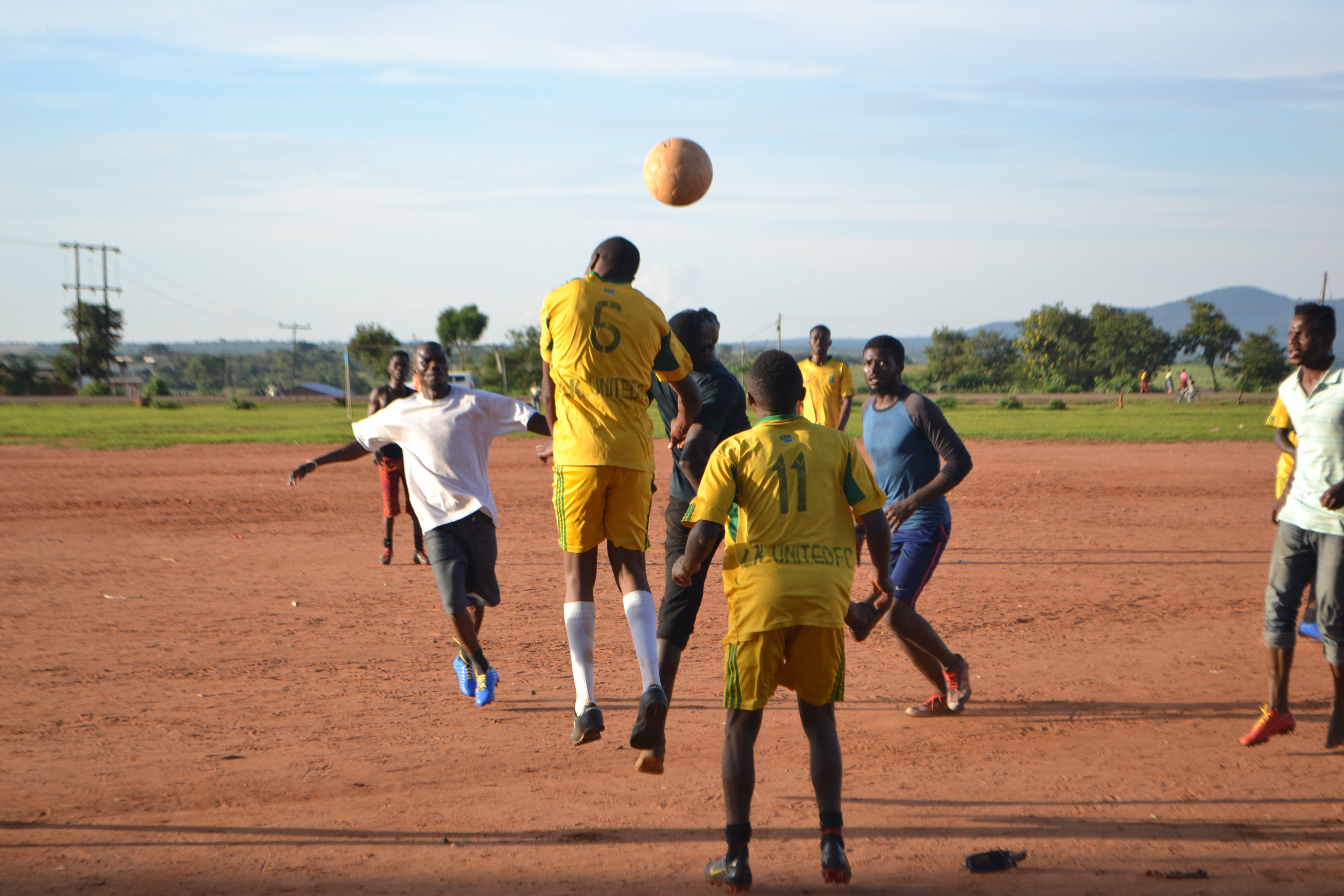
Futbol al carrer.

| - Lligues: - Super League of Malawi - SRFA League - CRFA League - NRFA League | - Copes: - FISD Challenge Cup - Copa de la Premsa de Malawi - Copa Kamuzu de Malawi - Copa Chibuku de Malawi - Copa Carlsberg de Malawi - Copa President de Malawi - FAM Charity Shield (supercopa) |

## Principals clubs
Clubs amb més títols nacionals a 2019.
- Big Bullets FC
- Mighty Wanderers FC
- Silver Strikers FC
- MDC United FC
- Mighty Tigers FC
- Civo United FC
- ESCOM United FC
- Kamuzu Barracks FC
- Moyale Barracks FC
- Blue Eagles FC
- SUCOMA FC
- Red Lions FC
- MITCO FC
- Michiru Castles FC

## Jugadors destacats
Fonts:
Des de 1980
- Clifton Msiya

Des de 1990
- Enerst Mtawali
- John Maduka

Des de 2000
- Esau Kanyenda
- Dan Chitsulo
- Clement Kafwafwa
- Peter Mponda
- Patrick Mabedi

Des de 2010
- Joseph Kamwendo
- Robert Ng'ambi
- Limbikani Mzava
- Tawonga Chimodzi
- Robin Ngalande
- Frank Gabadinho Mhango

## Principals estadis

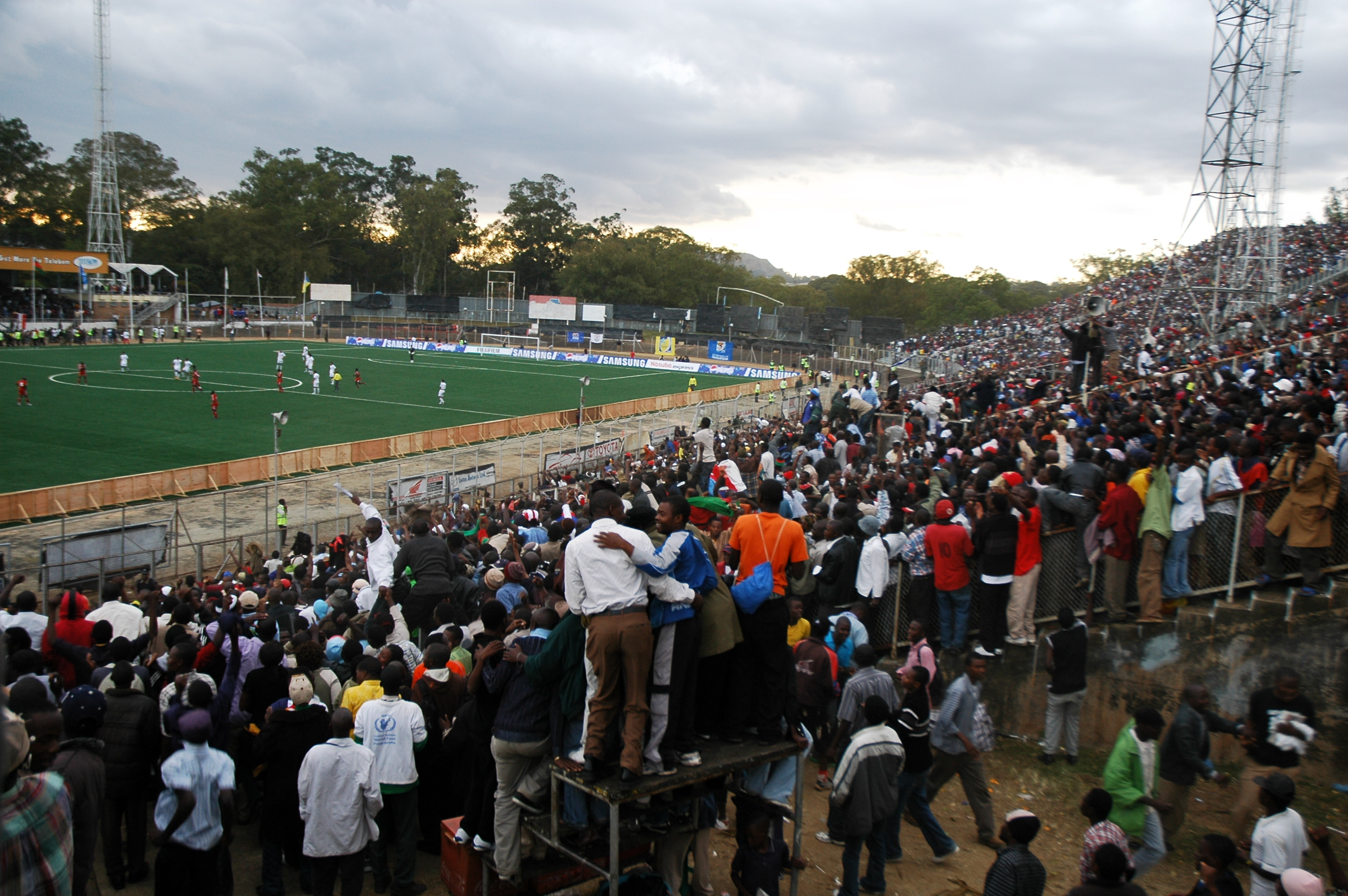
Kamuzu Stadium.

Fonts:
| # | Estadi                | Capacitat | Ciutat   |
| - | --------------------- | --------- | -------- |
| 1 | Estadi Nacional Bingu | 41.100    | Lilongwe |
| 2 | Estadi Kamuzu         | 32.000    | Blantyre |
| 3 | Estadi Civo           | 25.000    | Lilongwe |
| 4 | Estadi Silver         | 20.000    | Lilongwe |